# Launcells
Launcells – wieś w Anglii, w Kornwalii. Leży 110 km na północny wschód od miasta Penzance i 313 km na zachód od Londynu.